# Сільська вчителька
«Сільська вчителька» (рос. Сельская учительница) — радянський художній фільм Марка Донського, знятий в 1947 році. Прем'єра під початковою назвою «Виховання почуттів» відбулася на початку листопада 1947 року. Кінокартина була удостоєна Сталінської премії I ступеня.

## Сюжет
Чорно-біла мелодрама про любов вчительки і революціонера Мартинова (Данило Сагал). Ще до революції Варенька (Віра Марецька) познайомилася з ним на випускному балу і поїхала в далеке сибірське село. Дуже зворушливо і цікаво показано, як завойовувала «панночка з міста» серця місцевих жителів, людей крутих, що займаються золотодобуванням. Серед її учнів був один дуже здібний хлопчик, Пров Воронов, який склав на відмінно всі іспити в гімназію. Але директор гімназії (Ростислав Плятт) не прийняв талановитого учня, заявивши, що діти жебраків ніколи не будуть сидіти за однією партою з дітьми аристократів. Варвара Василівна вірила, що прийдуть часи, коли Пров зможе вчитися. Несподівано з'явився її давній знайомий. Обвінчалися, зіграли весілля, але незабаром чоловіка заарештували. Прийшла перша світова війна, потім революція, Мартинов гине на посаді комісара, її ж чекають важкі випробування в боротьбі з «куркульством». Закінчується фільм зустріччю випускників Варвари Василівни вже після Великої Вітчизняної війни.

## У ролях
- Віра Марецька — Варвара Василівна Мартинова
- Данило Сагал — Сергій Дмитрович Мартинов
- Павло Оленєв — Єгор Петрович, шкільний сторож
- Володимир Марута — Воронов-батько
- Володимир Бєлокуров — Буков, куркуль
- Дмитро Павлов — Пров Воронов, професор
- Володимир Лепешинський — Пров Воронов в дитинстві
- Анатолій Ганичев — Юхим і Сергій Циганков
- Емма Балашова — Дуня і Таня Острогова
- Олег Шмельов — Микита Буков
- Олександр Жуков — куркуль
- Борис Магаліф — епізод
- Ніна Бершадська — епізод
- Сергій Антимонов — священик  (немає в титрах)
- Борис Бєляєв — Ваня Зернов
- Роза Макагонова — Марійка
- Анна Лисянська — Дуня Острогова
- Олексій Консовський — Коля Шаригін
- Надир Малишевський — Іван Циганков-старший
- Федір Одиноков — куркуль
- Борис Рунге — Циганков
- Михайло Глузський — солдат, який відправляється на фронт
- Ростислав Плятт — голова екзаменаційної комісії в чоловічій гімназії
- Олександр Суснін — Сергій Циганков, десятикласник
- Маргарита Юр'єва — Варя Воронова
- Микола Хрящиков — гість

## Знімальна група
- Автор сценарію — Марія Смирнова
- Режисер — Марк Донськой
- Оператор — Сергій Урусевський
- Художник — П. Панкович, Давид Виницький, Ольга Кручиніна
- Композитор — Лев Шварц
- Монтаж — А. Соболєва
- Директор — В. Чайка